# Ion N. Petrovici
Ion N. Petrovici (Ploiești, 19 agosto 1929 – 19 febbraio 2021) è stato un neurologo rumeno naturalizzato tedesco.

## Biografia
È stato professore di Neurologia e Psichiatria all'Università di Colonia (Germania) e direttore della Clinica Neurologica dell'Ospedale universitario Köln-Merheim dell'Università di Colonia. Ha descritto nel 1962 la Sindrome alterno asfigmo-piramidale.
Nato in Romania, dopo l'esame di maturità al liceo classico di Ploiești ha iniziato nel 1947 lo studio di medicina all'Università di Bucarest, dove si è laureato nel 1953 con la tesi Le discopatie degenerative.
Si è specializzato fra 1956 e 1959 nella Clinica di Neurologia dell'Istituto di Ricerche Neurologiche dell'Accademia Romena e dell'Università di Bucarest, avendo come professori Arthur Kreindler e Vlad Voiculescu. Soprattutto Vlad Voiculescu è stato il suo mentore spirituale per tutto il suo sviluppo professionale e scientifico. In questo tempo aveva già cominciato a fare ricerche sulle malattie cerebrovascolari (patogenesi e clinica delle trombosi dell'arteria carotide, l'ematoma intracerebrale spontaneo). Ion N. Petrovici è stato attestato come specialista in Neurologia nel 1959.
Nel 1964 comincia l'attività nel reparto di diagnosi preoperatoria della Clinica di Neurochirurgia dell'Università di Bucarest, sotto la direzione di Constantin Arseni. Assieme ad Arseni e Frank Nass, pubblica nel 1965 la monografia Le malattie vascolari del cervello e del midollo spinale e nel 1966 è relatore principale al Congresso Nazionale di Neurologia di Bucarest sull'argomento Tumori del lobo temporale.
Nel 1969 si trasferisce in Germania, dove inizia il lavoro nella sezione clinica dell'Istituto Max Planck per Ricerche Neurologiche sotto la direzione di Klaus-Joachim Zülch.
Nel 1978, Ion Petrovici riceve dall'Università di Colonia la qualificazione di "libero docente" (venia legendi per neurologia) con la dissertazione Specializzazione emisferica e trasferimento interemisferico dell'informazione nei pazienti con lesioni cerebrali focali. Nel 1983 diventa Professore di Neurologia e Psichiatria all'Università di Colonia.
Nel 1985 Ion N. Petrovici riceve l'incarico di Direttore della Clinica Neurologica dell'Ospedale Accademico Köln-Merheim dell'Università di Colonia.

## Opere
L'attività scientifica di Ion N. Petrovici è diretta sui diversi argomenti, come le malattie cerebrovascolari, la terapia dei tumori cerebrali maligni, la teoria della localizzazione corticale delle funzioni e - soprattutto - sui problemi speciali della Neuropsicologia (specializzazione emisferica, trasferimento interemisferico dell'informazione, l'emisfera cerebrale sinistra non-dominante ed il linguaggio, le agnosie visuo-spaziali).
I risultati dei suoi lavori scientifici sono stati oggetto di più di 200 articoli nelle riviste di specialità e di 14 contributi in varie monografie.
Ion N. Petrovici è stato socio di numerose società scientifiche, come: Deutsche Gesellschaft für Neurologie, Deutsche Gesellschaft für Neurophysiologie, Società Italiana di Neurologia, Società Italiana dei Neurologi Ospedalieri, Societatea Română de Neuroendocrinologie, New York Academy of Sciences, e Fellow of the Royal Society of Medicine.

## La Sindrome alterno asfigmo-piramidale
Nel 1962, Ion N. Petrovici, assieme a Alexandru Fradis, descrive la Sindrome alterno asfigmo-piramidale: nel caso di ostruzione dell'arteria carotide, si osserva una asfigmia dei rami collaterali sul lato della ostruzione, concomitante ad una emiparesi controlaterale (Psychiatria et Neurologia-Basel, 1962, 144:137).

## Riconoscimenti
È stato socio onorifico dell'Accademia Romena di Scienze Mediche e, nel 2003, riceve il Diploma di Merito Accademico dell'Accademia Romena per il suo "contributo allo sviluppo delle ricerche neurologiche e delle neuroscienze su piano mondiale" e la Medaglia Commemorativa "G.Marinescu".
Nel 1973 Ion N. Petrovici ha ricevuto il titolo di Dottore in Medicina e Chirurgia a l'Università di Roma.